# Moraxella catarrhalis
Moraxella catarrhalis (antes conocida como Branhamella catarrhalis) es una bacteria gram negativa, aeróbica, oxidasa positiva con forma de diplococos  que puede colonizar y causar infección del tracto respiratorio en humanos.

## Historia
Moraxella catarrhalis fue inicialmente ubicada en un género separado llamado Branhamella.  La razón para ello fue que los demás miembros del género Moraxella son baciliformes y raramente causan infección en humanos. Sin embargo resultados de estudios de hibridación de DNA y comparación de secuencias de RNA ribosomal 16S fueron usados para justificar la inclusión de la especie catarrhalis en el género Moraxella.
El nombre Moraxella fue dado en honor a Victor Morax, un oftalmólogo suizo quien fue el primero en describir el género. Catarrhalis es derivado de katarrhein, palabra griega que originalmente significaba 'escurrir', describiendo el flujo profuso de nariz y ojos asociado típicamente con inflamación severa en resfriados.

## Importancia clínica

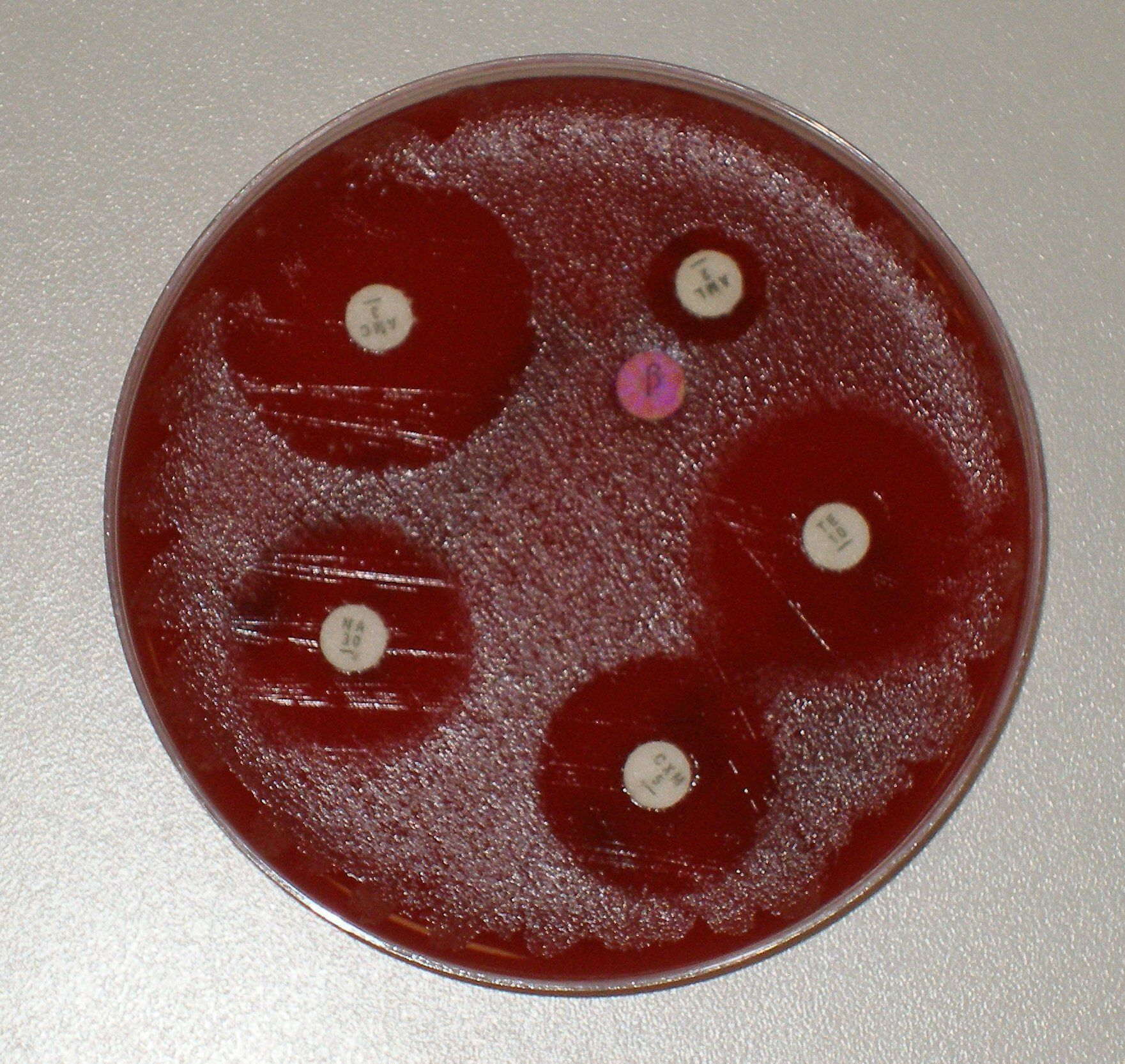
Prueba de sensibilidad a los antibióticos: Esta cepa muestra resistencia a la ampicilina porque produce la enzima β-lactamasa. Esto se confirma cuando el disco (nitrocefina) marcado con β se torna rojo.

Clínicamente estas bacterias son conocidas por causar otitis media, bronquitis, sinusitis, y laringitis. En pacientes ancianos fumadores pesados crónicos con EPOC la M. catarrhalis está asociada con bronconeumonía, también como exacerbaciones del EPOC subyacente.
La frecuencia más alta de colonización por M. catarrhalis parece ocurrir aproximadamente a los 2 años de edad, con una sorprendente diferencia en las tasas de colonización entre niños y adultos (muy alta a muy baja).
La prioridad de las investigaciones actuales incluyen ensayos para encontrar una vacuna eficaz para este organismo genotípicamente diverso, también para determinar los factores envueltos en la virulencia, e.g., resistencia al complemento. El lipooligosacarido es considerado un posible factor de virulencia.

### Tratamiento
Las opciones de tratamiento incluyen tratamiento antibiótico o el abordaje mediante tratamiento expectante. La gran mayoría de los aislamiento de casos clínicos de este organismo producen beta-lactamasas y son resistentes a penicilina. Se ha reportado resistencia a trimetoprima, Trimetoprim-sulfametoxazol (TMP-SMZ) y tetraciclina. Es susceptible a quinolonas, la mayoría de las cefalosporinas, de 2.ª y 3.ª generación, eritromicina y amoxicilina-clavulanato.

## Genoma
El genoma de la cepa tipo M. catarrhalis CCUG 353T fue depositado y publicado en 2016 en DNA Data Bank of Japan, European Nucleotide Archive y GenBank bajo el número de acceso LWAH00000000.